# Тимський район
Тимський райо́н — адміністративно-територіальна одиниця і муніципальне утворення на сході Курської області Росії.
Адміністративний центр — смт Тим.

## Географія
Тимський район входить у східну групу адміністративних районів. Він межує на півночі із Черемисиновським, на півдні з Мантуровським, з північного заходу на південний захід кордон проходить із Щигровським і Солнцевським районами, з півночного сходу на південний схід з Совєтським і Горшеченським районами Курської області. Адміністративним, промисловим, господарсько-культурним центром є селище Тим, розташоване за 65 км від обласного центра, за 35 км від залізничної станції Щигри.
Площа району становить 882,2 км². (3% території області).
Річки: Сейм, Ліщинка.

## Демографія
Населення району становить 14 тис. чоловік, у тому числі в міських умовах проживають близько 4 тис. Усього налічується 69 населених пунктів.